# トヨタ創業期試作工場
トヨタ創業期試作工場（トヨタそうぎょうきしさくこうじょう）は、愛知県刈谷市豊田町三丁目6 愛知製鋼刈谷工場敷地内にある見学施設。建物は愛知製鋼刈谷工場旧試作工場（あいちせいこうかりやこうじょうきゅうしさくこうじょう）東棟・西棟として登録有形文化財。

## 歴史

### 工場としての竣工

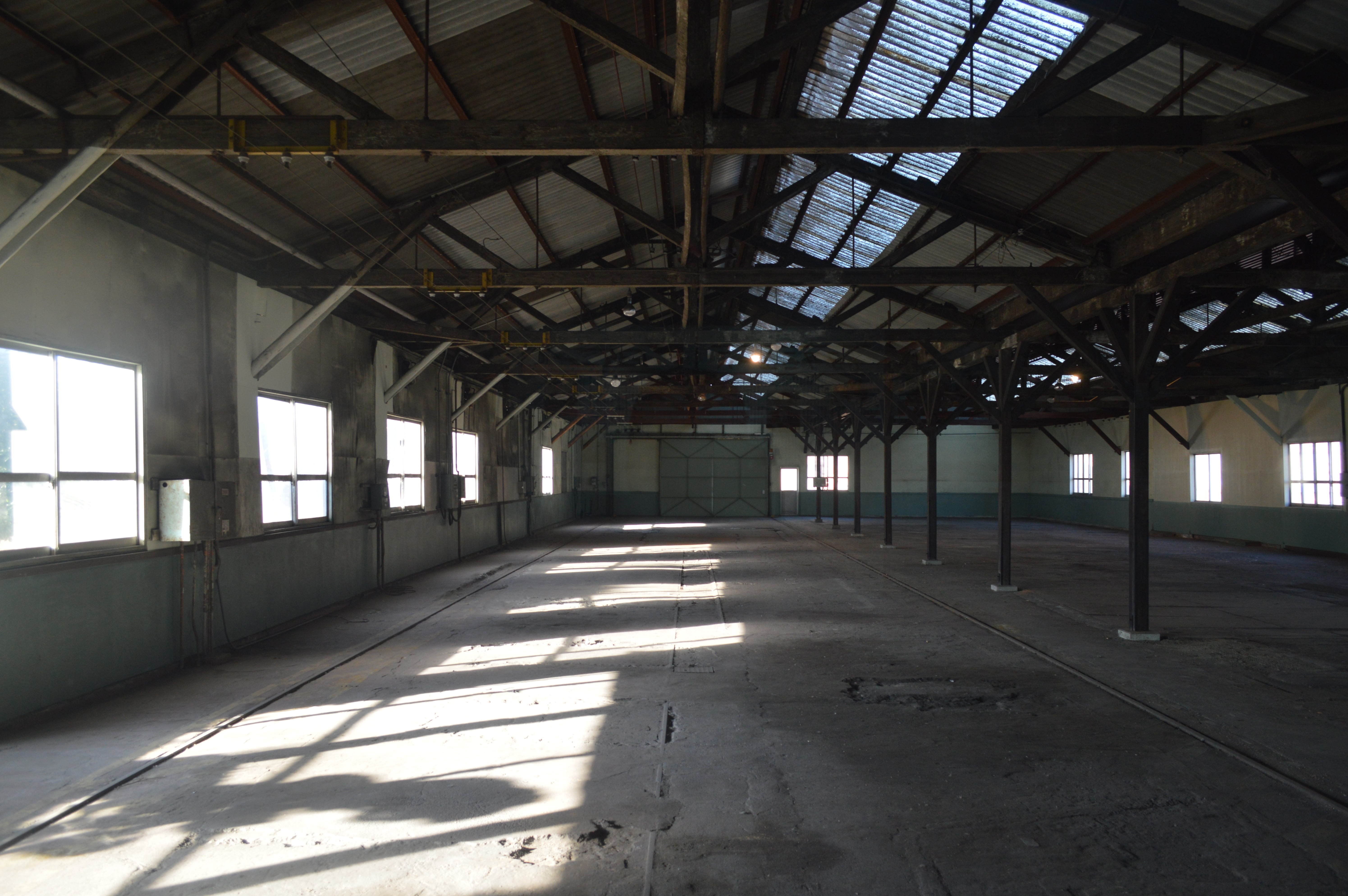
東棟の内部

1926年（大正15年）11月には豊田佐吉によって、碧海郡刈谷町（現・刈谷市）に株式会社豊田自動織機製作所（現・豊田自動織機）が設立された。
1933年（昭和8年）9月、豊田喜一郎が主導して豊田自動織機製作所内に自動車部が設置されると、1934年（昭和9年）3月、自動車部の試作工場としてこの建物が建てられた。板金・組立工場、機械・仕上工場、倉庫、材料試験・研究室からなっており、今日に現存する建物の4倍程度の大きさだった。
1934年（昭和9年）9月にはこの試作工場でトヨタ・A型エンジンが完成し、1935年（昭和10年）5月にはこの試作工場でトヨダ・A1型試作乗用車が完成した。1936年（昭和11年）4月にはA1型の量産モデルであるトヨダ・AA型乗用車の生産を開始した。

### 建物の保存

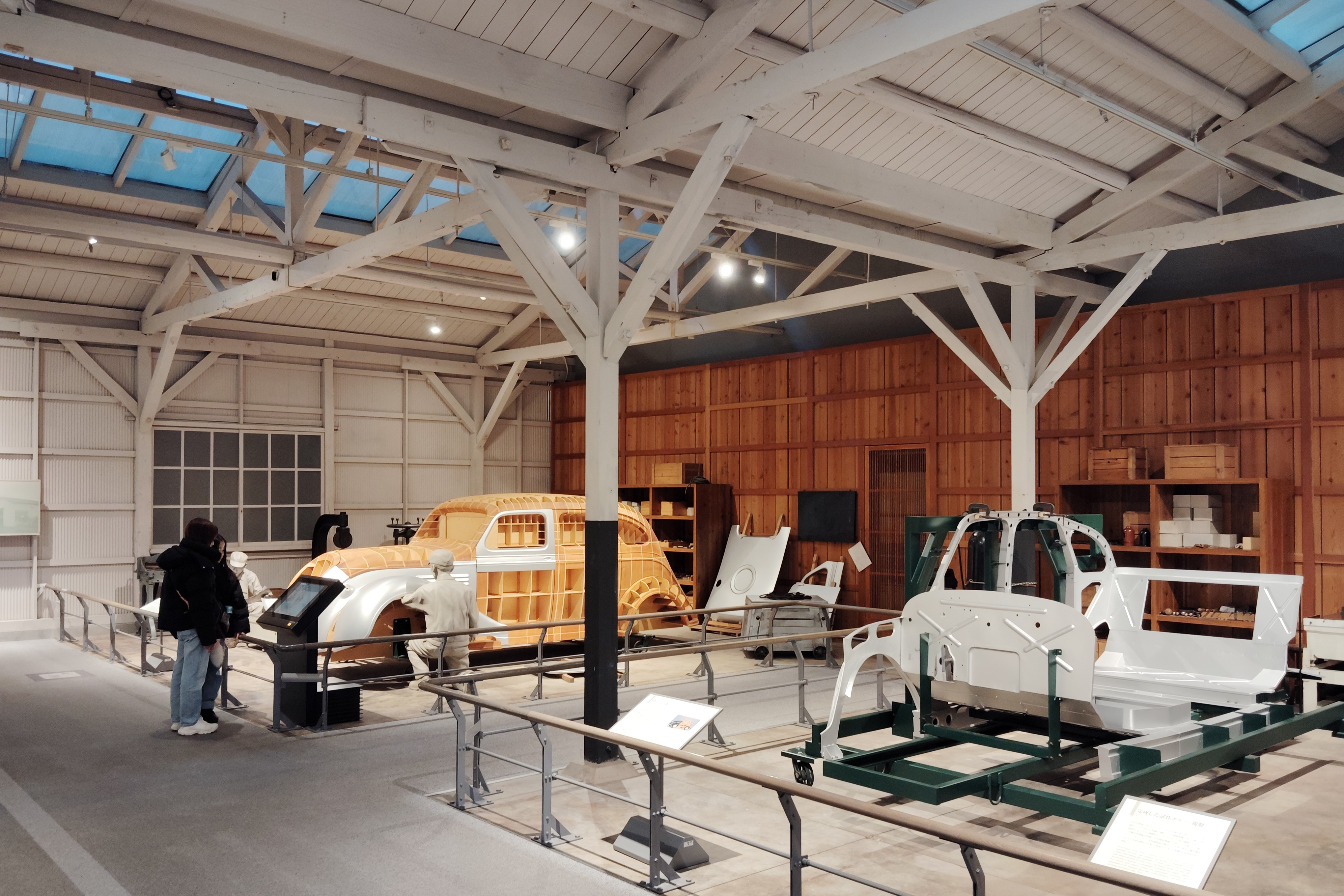
トヨタ産業技術記念館に部分移築された試作工場

1994年（平成6年）6月には名古屋市西区の豊田自動織機栄生工場跡地にトヨタ産業技術記念館が開館したが、2005年（平成17年）1月12日に自動車館が増築された際には、この建物の一部を移築して試作工場が再現された。
2006年頃までは部品整備工場として使用され、その後は倉庫として使用されていた。解体が決定していたが、2008年（平成20年）のリーマンショックなどの影響で3回から4回に渡って解体が延期された。2014年（平成26年）3月22日・23日にTBS系で放送されたドラマ「LEADERS リーダーズ」では、豊田喜一郎が試作工場で苦闘した歴史がモデルとなった。
その後も2016年（平成28年）4月に解体することが決定していたが、同年1月以降には豊田章一郎トヨタ名誉会長、内山田竹志トヨタ会長、豊田章男トヨタ社長らが相次いで訪れ、方針転換して保存に向けた検討を始めた。2017年（平成29年）2月には保存が正式に決定した。

### 一般公開
2018年（平成30年）5月10日、登録有形文化財に登録された。昭和初期の工場建築の典型例と評価された。同年7月18日、一般公開が開始された。

## 建築
東棟も西棟も木造平屋建、金属板葺。東棟は建築面積934平方メートル、西棟は建築面積758平方メートル。東棟も西棟も東西に長い。東棟も西棟も小屋組はキングポストトラス構造である。柱と小屋組の間に方杖を用いて耐震面を考慮している。

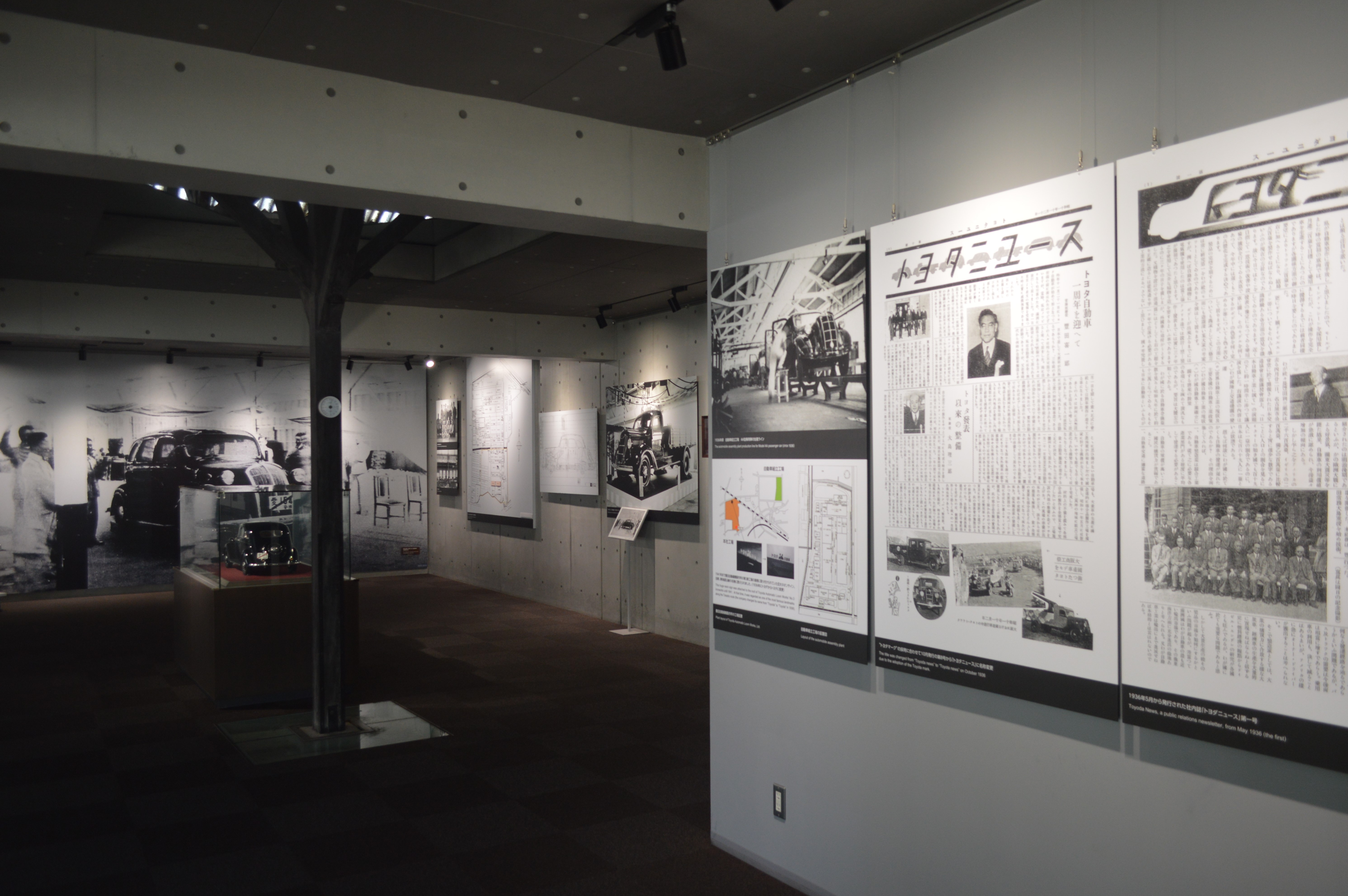
展示室
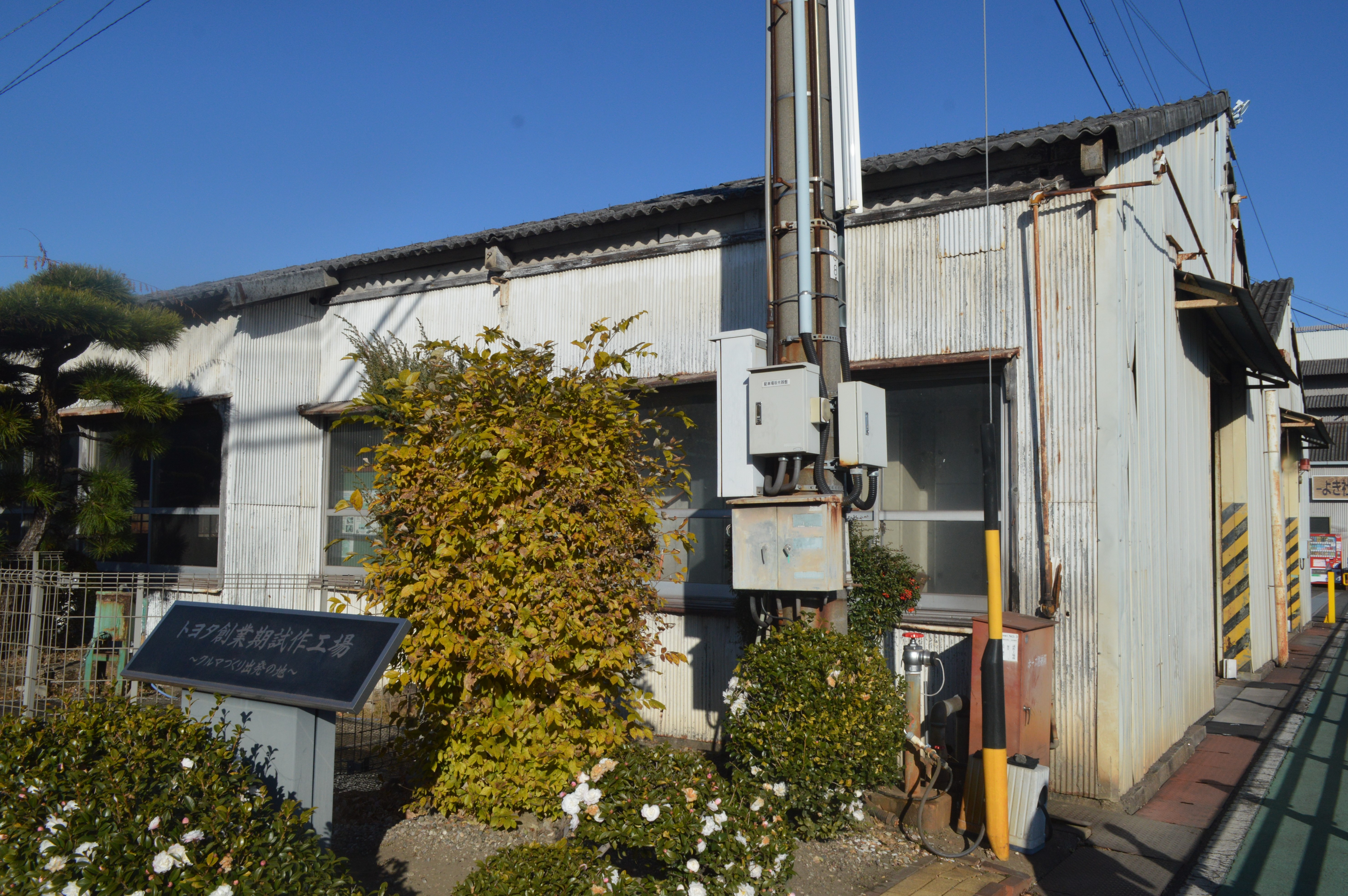
東棟の外観
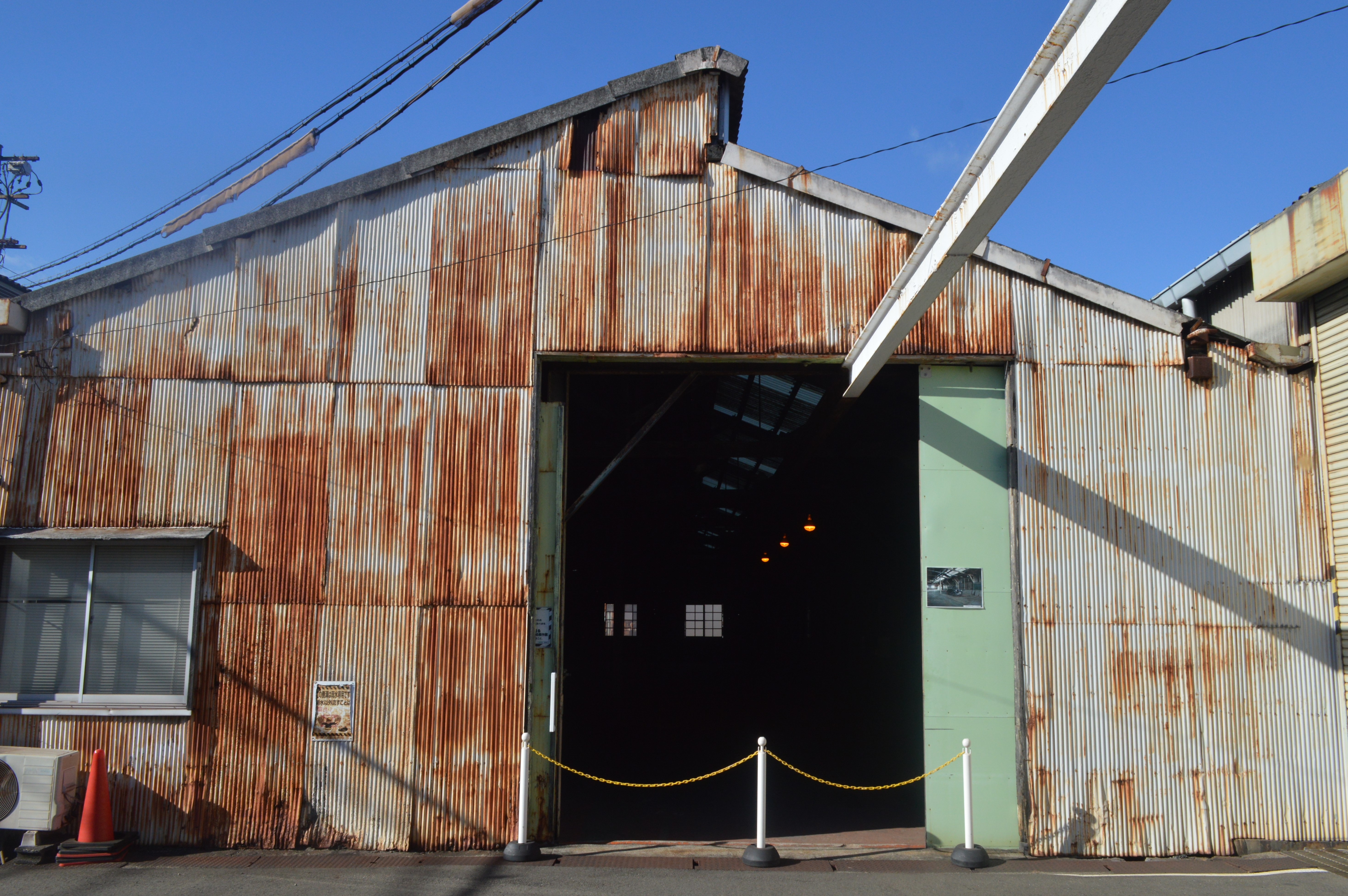
西棟の外観
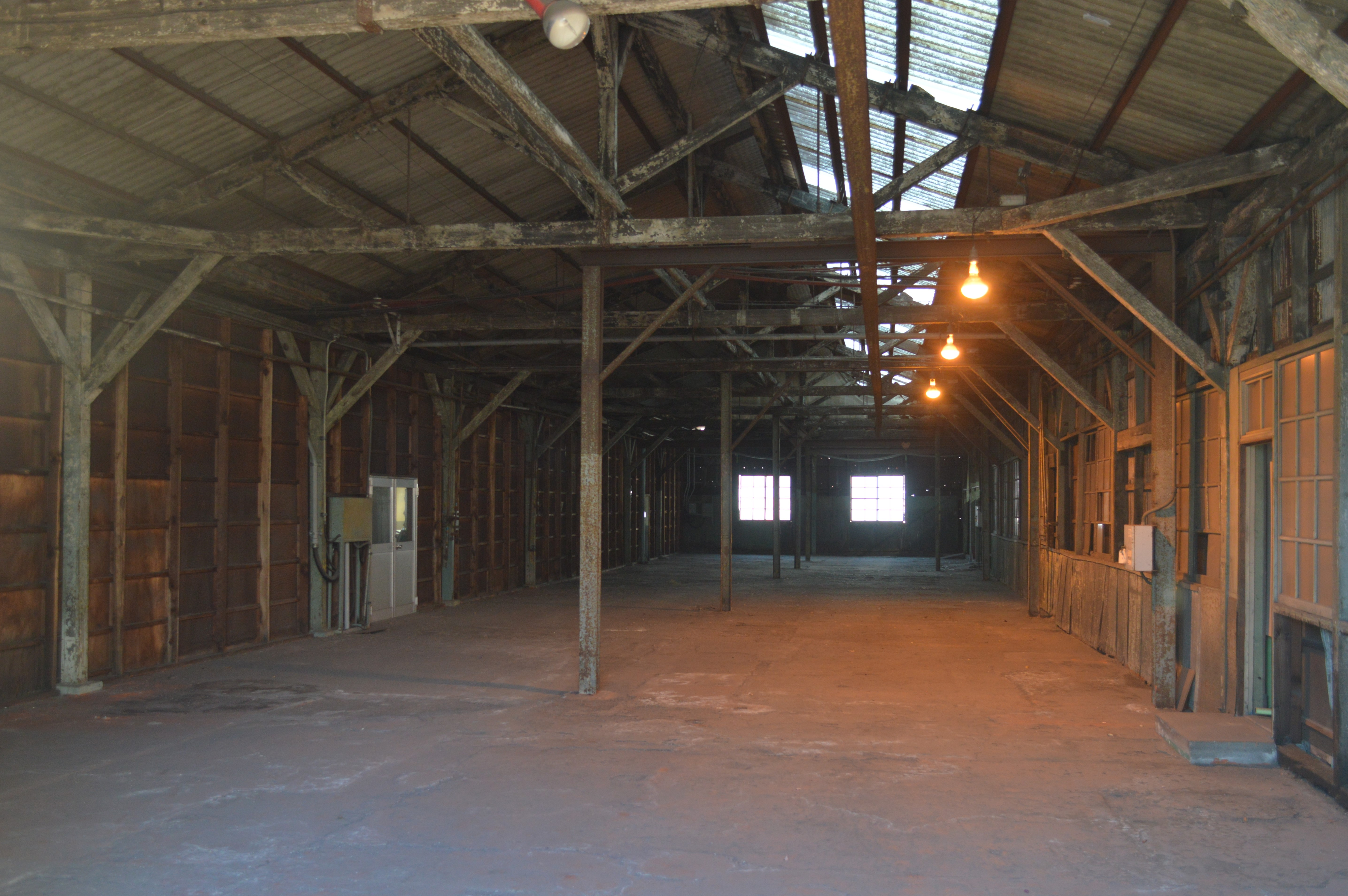
西棟の内部
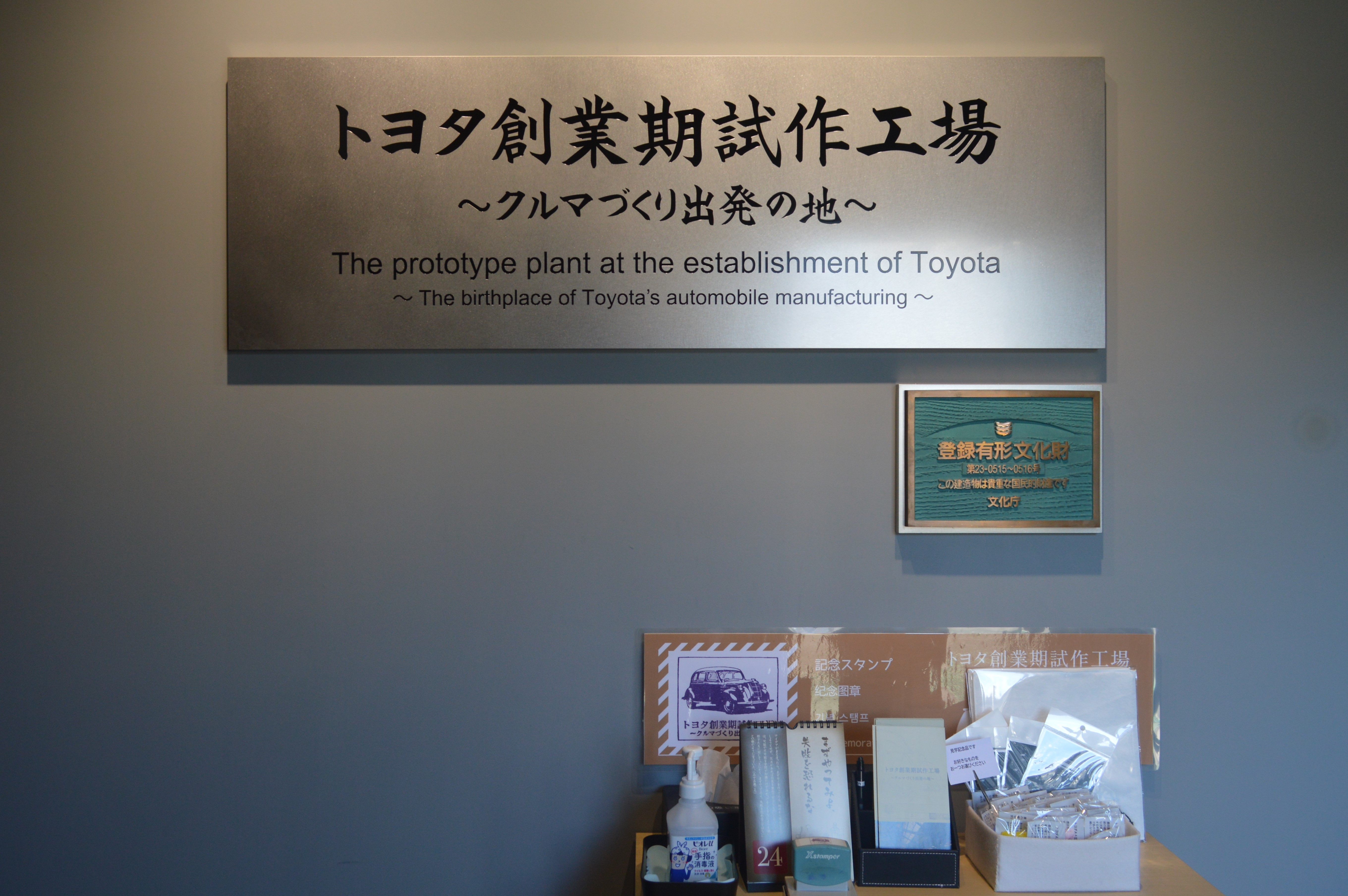
登録有形文化財プレートなど
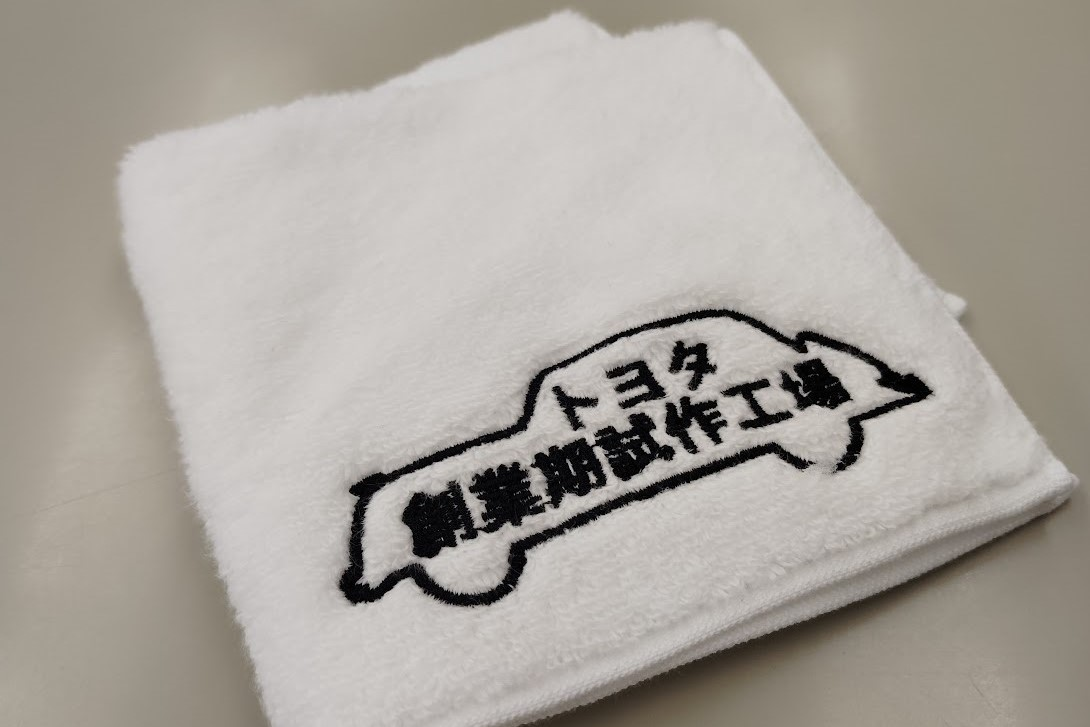
記念品のハンカチ

## 利用案内
- 開館時間 - 9時30分から17時（※事前予約制）
- 開館日 - 平日
- 休館日 - 土日祝日、年末年始、ゴールデンウィーク、夏季休業期間
- 交通アクセス - JR東海道本線刈谷駅から徒歩15分